# Prinsesse Alexandrine-Louises Bryllup
|  | Denne artikel er oprettet af botten Steenthbot ud fra en ekstern database. Den kan derfor have sproglige fejl eller mangler. Denne skabelon kan fjernes efter kontrol af indholdet. |

Prinsesse Alexandrine-Louises Bryllup er en dansk dokumentarisk optagelse fra 1937.

## Handling
Optagelser fra Prinsesse Alexandrine-Louises bryllup med Grev Luitpold til Castell-Castell, 22. januar 1937. I Brudens hjem på Svanemøllevej - det unge par ved bryllupsgaverne. Hele familien samlet. Familien forlader brudens hjem, i sidste vogn kører prinsessen sammen med sin far, Prins Harald. Prinsessen som brud. Alle Gæsterne forsamlet. Prinsesse Alexandrine-Louise var barnebarn af Kong Frederik VIII.